# 島津幸一
島津 幸一（しまづ こういち、1932年 - 1994年10月24日）は、日本の事業家。催眠商法の原型をつくり、その事業が破綻してからは自己啓発セミナーを日本に移入し広めたとされる。元日本ペンクラブ正会員。

## 来歴
- 1932年 東京生まれ[1]
- 1956年 島津商店を開いて高級寝具類の販売を始める（やがてマンツーマンでの販売に限界を感じる）[1]
- 1965年 丸十ストア株式会社を設立、代表取締役社長になる[1]
- 1966年 株式会社新製品普及会を東京両国に設立（後に五反田TOCビルに移転）、代表取締役社長になる[1]

SF（新製品普及会）出版局を設けて「新生活大辞典」という書籍を出版、それを購入したものが会員証を受け取るシステム。
- 1970年 新製品普及会は年商150億円、従業員4000人の事業に拡大[1]

12月 新製品普及会が倒産。仕入先が500社を超えていたため戦後最大の連鎖倒産といわれた。
- 1971年 APOジャパン（同年設立）に人材教育を担当する幹部としてスカウトされ、副社長になる[1]

エンジンの排気ガスを減少させて出力アップを図ると称する排ガス除去装置を販売する企業。
- (不明)年 渡米し、ジョセフ・マーフィーの知己を得る[1]
- 1977年 株式会社アークインターナショナル（ライフ・ダイナミックス）を設立[1]